# Flugbärblinge
Die Flugbärblinge (Esomus), auch Flugbarben genannt, sind eine Gattung der Bärblinge (Danionidae). Die Süßwasserfische kommen auf dem Indischen Subkontinent, Sri Lanka, den Nikobaren und im festländischen Südostasien bis zur Malaiischen Halbinsel vor. 

## Merkmale
Flugbärblinge besitzen einen langgestreckten, seitlich stark abgeflachten Körper und erreichen eine Länge von 6 cm bis 13 cm. Ihre Bauchlinie ist meist stärker ausgebuchtet als die Rückenlinie. Das Maul ist oberständig und wird von zwei Paaren von Barteln flankiert, ein Paar kleine Oberkieferbarteln und zwei lange, weit nach hinten reichende Barteln am Unterkiefer. Die Rückenflosse hat 6 bis 8 geteilte Flossenstrahlen, die kurze Afterflosse 5 bis 6. Die Brustflossen sind verlängert. Ein Symphysisknopf, die nach oben gerichtete Ausbuchtung an der Symphyse des Unterkiefers, der für viele andere Bärblingsgattungen typisch ist, fehlt.

## Lebensweise
Flugbärblinge sind schwimmaktive Schwarmfische, die vor allem in stehenden und langsam fließenden Gewässern mit starkem Pflanzenbewuchs vorkommen, auch auf überfluteten Reisfeldern. Sie halten sich meist knapp unter der Wasseroberfläche auf, springen gern und gut und ernähren sich unter anderem von Insekten, die in das Wasser gefallen sind.

## Arten
- Esomus ahli Hora & Mukerji, 1928
- Esomus altus (Blyth, 1860)
- Esomus barbatus (Jerdon, 1849)
- Esomus caudiocellatus Ahl, 1923
- Esomus danricus (Hamilton, 1822)
- Streifenflugbärbling (Esomus lineatus Ahl, 1923)
- Esomus longimanus (Lunel, 1881)
- Esomus malabaricus Day, 1867
- Malayischer Flugbärbling (Esomus malayensis Ahl, 1923)
- Esomus manipurensis Tilak & Jain, 1990
- Esomus metallicus Ahl, 1923
- Esomus thermoicos (Valenciennes, 1842)